# Meteocontrol
Die meteocontrol GmbH ist ein weltweit tätiges Unternehmen im Bereich der Überwachung und Steuerung von Photovoltaikanlagen. Der Hauptsitz ist in Augsburg, Deutschland. Das Unternehmen gehört seit 2020 zur chinesischen Asia Pacific Resources Development Investment Ltd. meteocontrol unterstützt seine Kunden dabei, die Leistung ihrer Solarprojekte zu maximieren, Risiken zu minimieren und gleichzeitig eine höhere Effizienz und Rentabilität zu erreichen. 2025 überwachte die meteocontrol GmbH mit Hilfe von firmeneigenen Hard- und Softwareprodukten 65.000 Photovoltaikanlagen mit einer Gesamtleistung von 40 GWp.

## Unternehmensgeschichte
meteocontrol wurde 1976 als Tochterunternehmen des Bau- und Ingenieurbüros Wind & Sun Technologies gegründet. Die frühen Jahre des Unternehmens waren von einem starken Fokus auf die Entwicklung von Lösungen zur Überwachung und Steuerung von Solaranlagen geprägt, die damals noch eine relativ neue Technologie darstellten. Mit dem Wachstum der Solarbranche entwickelte sich meteocontrol weiter und begann, seine Produktpalette auszubauen und zu diversifizieren. 
1998 wurde die ist EnergieCom GmbH in Augsburg gegründet. Es handelte sich dabei um eine Zweigstelle der EnergieTechnik GmbH aus Wollbach (1979 gegründet). 2002 erfolgte die Umfirmierung der Zweigstelle in meteocontrol GmbH als Joint-Venture der S.A.G. Solarstrom mit einem 75-%-Anteil und der Schweizer Holding JKP AG mit einem 25-%-Anteil. Drei Jahre später erhöhte die S.A.G. Solarstrom ihren Anteil auf 100 %. meteocontrol begann, sich stärker auf die Bereitstellung von Lösungen für die Solarindustrie zu konzentrieren. Dadurch gelang es dem Unternehmen, sich als Anbieter von Überwachungs- und Steuerungstechnologien für Photovoltaikanlagen zu etablieren.
2014 wurde meteocontrol von Shunfeng International Clean Energy übernommen, die die Firma 2020 an die Asia Pacific Resources Development Investment Ltd. weiterverkauften.
Im November 2022 bezog das Unternehmen seinen neuen Firmensitz am Rande des Sheridan-Parks.

## Produkte und Dienstleistungen
Das Portfolio von meteocontrol umfasst eine Vielzahl von Lösungen, die darauf ausgerichtet sind, die Effizienz und Leistung von Photovoltaikanlagen zu optimieren. Zu den wichtigsten Produkten und Dienstleistungen gehören:
- blue'Log®: Ein Solardatenlogger und Parkregler, der speziell für die Überwachung und Steuerung von Photovoltaikanlagen entwickelt wurde.
- Hybrid Energy Management System (Hybrid EMS): Ein System zur Steuerung und Integration verschiedener Energiequellen, das darauf abzielt, den Energieverbrauch zu steuern und die Betriebskosten zu minimieren.
- VCOM Cloud: Eine webbasierte Plattform, die es Betreibern von Solaranlagen ermöglicht, die Leistung ihrer Anlagen in Echtzeit zu überwachen, detaillierte Analysen durchzuführen und Maßnahmen zur Effizienzsteigerung zu ergreifen.
- VCOM CMMS: Ein Computerized Maintenance Management System, das die Planung und Durchführung von Wartungsarbeiten vereinfacht und die Betriebsbereitschaft von Solaranlagen sicherstellt.
- mc Assetpilot: Ein Financial Asset-Management-Tool für das Finanzmanagement von Anlagen und Portfolios.Mitarbeiter im zweiten Büro von meteocontrol in der Gögginger Straße in Augsburg (2014)

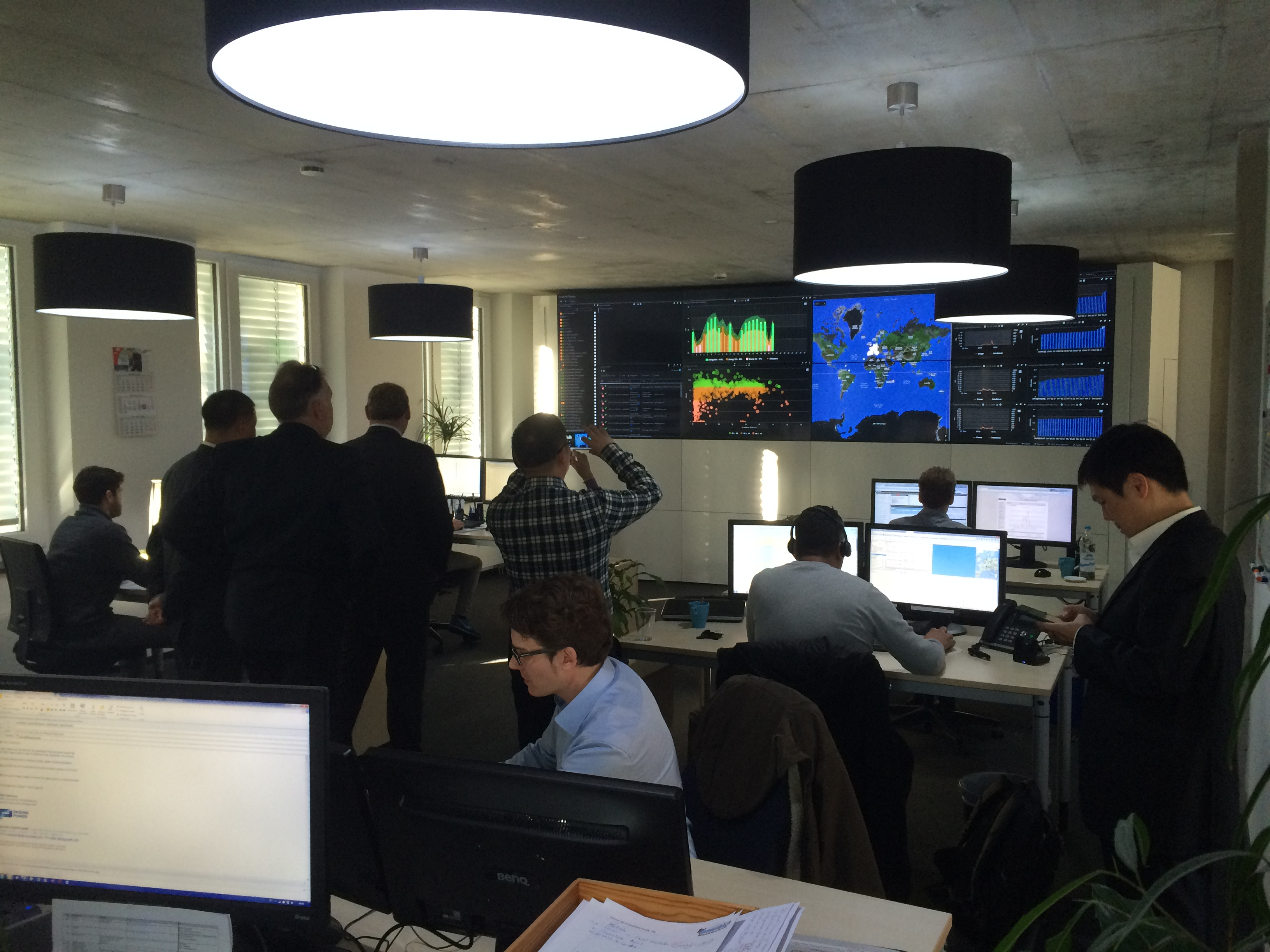
Mitarbeiter im zweiten Büro von meteocontrol in der Gögginger Straße in Augsburg (2014)

## Internationale Präsenz und Engagement
meteocontrol ist heute in über 150 Ländern vertreten und betreut eine vielfältige Kundenbasis, die von kleinen Anlagenbetreibern bis hin zu großen internationalen Energieversorgern reicht. Diese internationale Präsenz wird durch ein Netzwerk von Niederlassungen und Partnern in verschiedenen Ländern unterstützt, darunter die USA, China, Japan und Spanien.

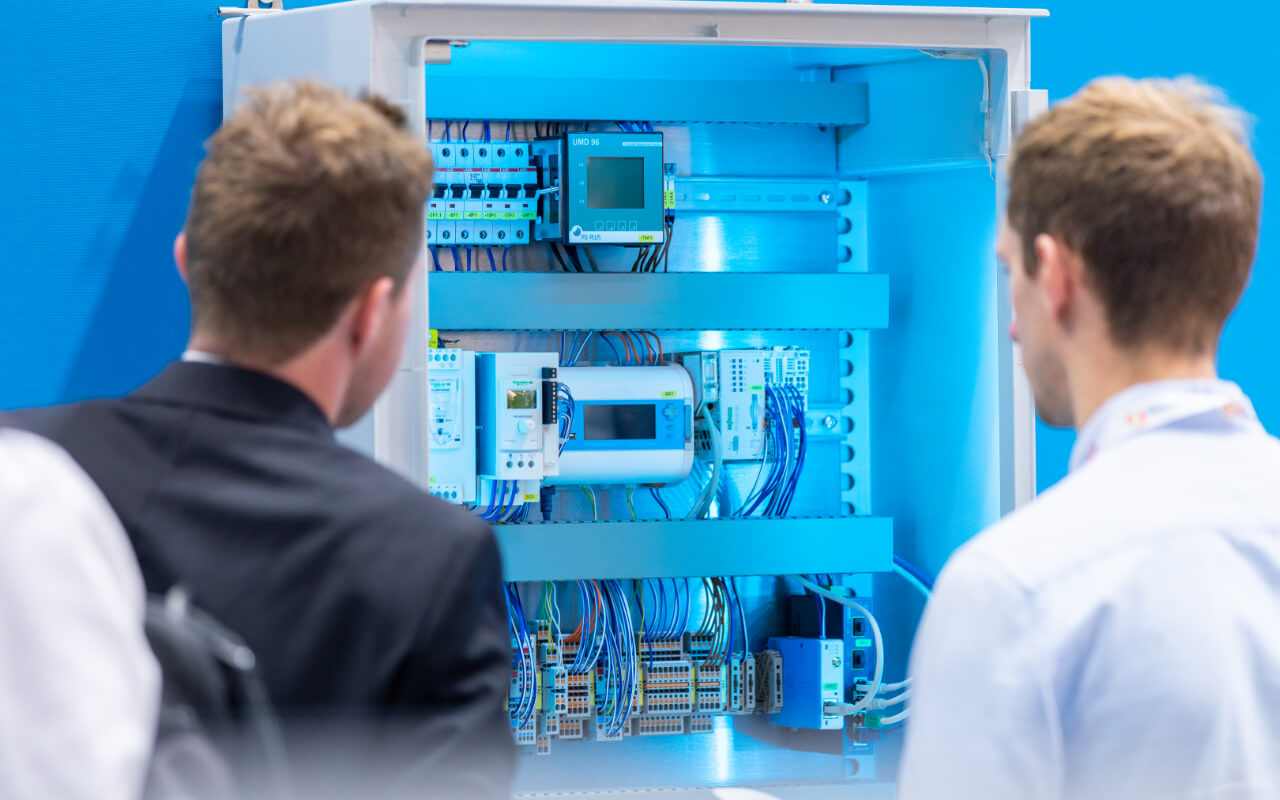
blue'Log® im personalisierten Schaltschrank von meteocontrol auf der Messe The smarter E in München, 2024

## Verbundene Unternehmen
- meteocontrol Italia S.r.l., Mailand, Italien (Tochtergesellschaft)
- meteocontrol France S.A.S., Saint Priest, Frankreich (Tochtergesellschaft)
- meteocontrol Ibérica S.L., Madrid, Spanien (Tochtergesellschaft)
- meteocontrol AMEA DMCC, Dubai, VAE (Tochtergesellschaft)
- meteocontrol North America, Chicago (Tochtergesellschaft)
- meteocontrol Australia Pty Ltd, Melbourne (Tochtergesellschaft)
- meteocontrol China, Shanghai (Schwestergesellschaft)
- meteocontrol Japan Corporation, Tokyo, Japan (Joint Venture)
- meteocontrol Chile SpA, Santiago de Chile, Chile (Joint Venture)